# Cuentos morales
Los Cuentos morales, escritos por Leopoldo Alas «Clarín» en 1896, constituyen una colección de veintiocho relatos de muy diverso tono: puramente satíricos («González Bribón», «Snob»), oníricos («El frío del papa») o simbólicos («La noche-mala del diablo»). Destacan especialmente aquellos en los que predomina la ternura y el lirismo: «Boroña», «Chiripa», «El dúo de la tos», «Un grabado», «El torso», «El Quin», «La trampa», «El sustituto», «La reina margarita». En ocasiones, sátira y ternura se dan la mano, como en «Flirtation legítima». No hallamos en ningún caso juicios de valor: compete al lector inteligente extraer los principios morales que se esconden tras las peripecias de estos personajes y sus vicisitudes.

## Ediciones
- Cuentos morales. Prólogo de Juan Antonio González Romano. Sevilla, Paréntesis editorial, Colección Orfeo, 2010.